# Polytela gloriosae
Polytela gloriosae là một loài bướm đêm trong họ Noctuidae.

## Hình ảnh

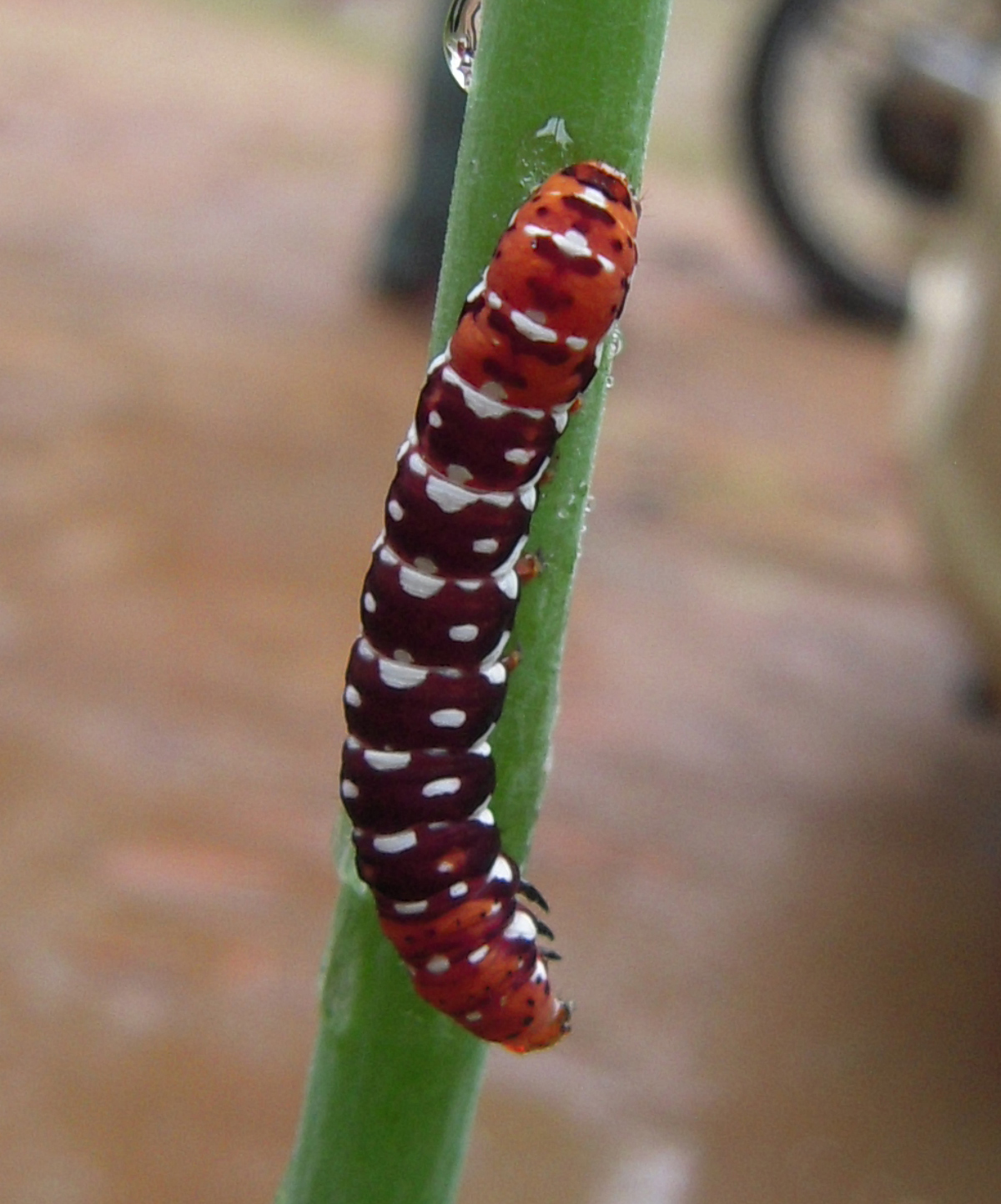
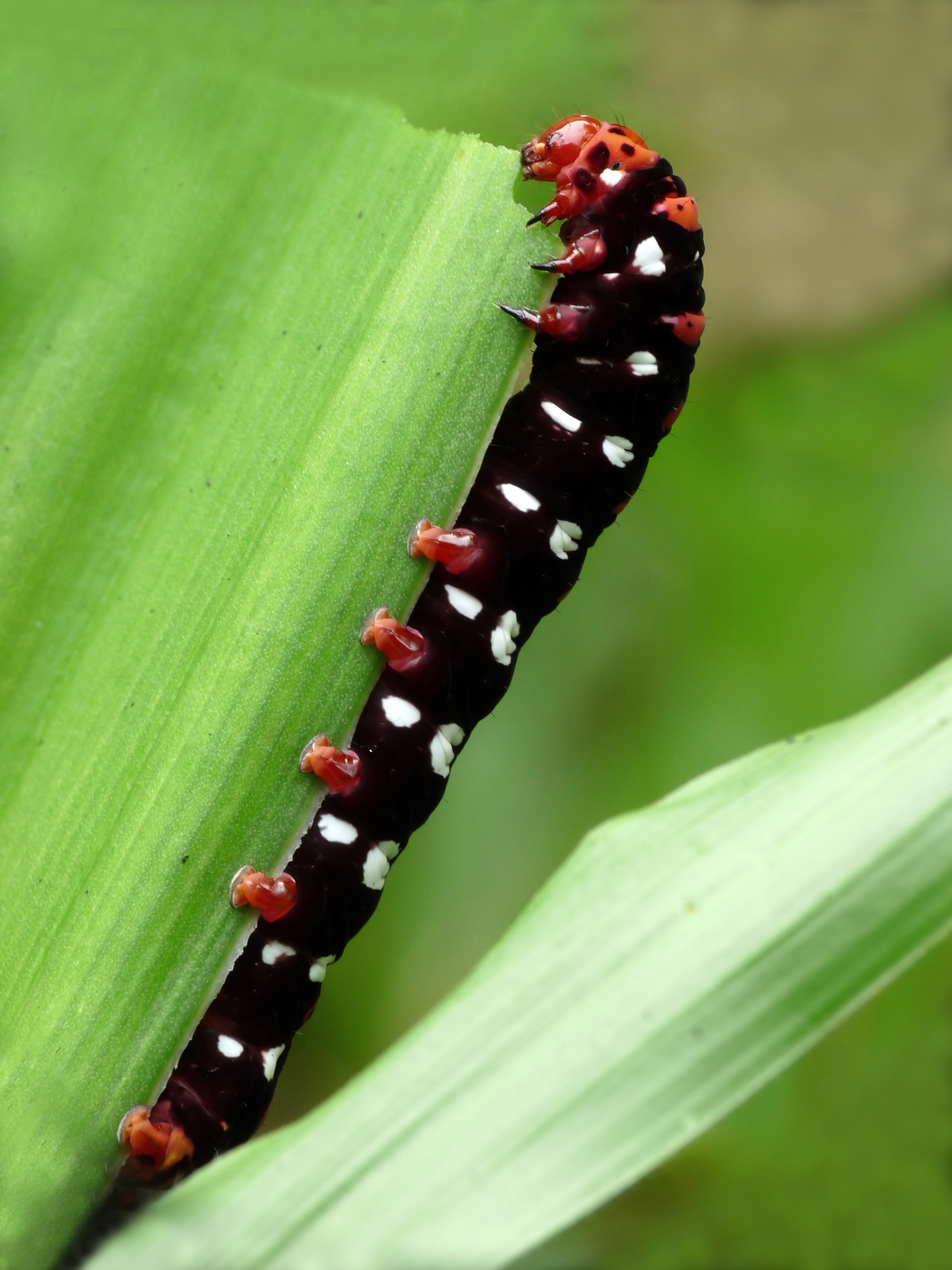